# Ragnar Ekberg
Oskar Ragnar Birger Ekberg (* 12. August 1886 in Stockholm; † 5. April 1966 in Saltsjöbaden) war ein schwedischer Leichtathlet.
Bei den Olympischen Sommerspielen 1908 in London nahm Olle Ragnar Ekberg am Wettbewerb im Standweitsprung teil. Mit einer Weite von 3,19 m belegte er den fünften Rang, drei Zentimeter hinter dem Medaillengewinnern Konstantinos Tsiklitiras aus Griechenland und Martin Sheridan aus den Vereinigten Staaten. Vier Jahre später nahm Ekberg an den Olympischen Spielen 1912 in seiner Geburtsstadt Stockholm teil. Im 100-Meter-Lauf scheiterte der Schwede als Dritter im letzten Vorlauf; dabei konnte er seine persönliche Bestleistung von 11,0 s nicht erreichen. Zwei Tage später kam er beim letzten Standweitsprungwettkampf der olympischen Geschichte mit 3,03 m auf den 13. Platz.
1908 wurde er mit 1,45 m schwedischer Meister im Standhochsprung, von 1908 bis 1911 gewann er die nationale Meisterschaft im Standweitsprung viermal in Folge, 1912 wurde er Vizemeister im Standweitsprung. Mit der 4-mal-100-Meter-Staffel wurde er 1912 Vizemeister, 1913 schwedischer Meister und gewann 1915 die Bronzemedaille. Bereits 1908 hatte Ekberg mehrfach den schwedischen Rekord im Standweitsprung verbessert, von 3,05 m am 15. April über 3,09 m bei den nationalen Meisterschaften auf 3,10 m am 8. Juni 1908. Erst bei den Olympischen Spielen 1912 erzielte Ekberg eine größere Weite.
Ekberg startete 1908 für den Verein Hammarby IF, 1912 trat er für den AIK Solna an. Er starb im Alter von 79 Jahren.